# Servili Ahala
Els Servili Ahala foren una branca patrícia de la gens Servília. No se sap la relació que tenien entre ells, ni tampoc la que tenien amb els Estructes, els Priscs i els Fidenats, però sovint aquests cognoms apareixen confosos dins la mateixa gens, probablement perquè devien ser membres de la mateixa família. Personatges destacats van ser:
- Gai Servili Estructe Ahala, cònsol de Roma el 478 aC
- Gai Servili Ahala, heroi llegendari, mestre de la cavalleria 439 aC
- Gai Servili Estructe Ahala, cònsol de Roma el 427 aC
- Gai Servili Ahala, tribú amb potestat consular el 408, 407 i 402 aC
- Gai Servili Ahala, mestre de la cavalleria el 389 aC
- Quint Servili Ahala, cònsol de Roma el 365, 362 i 342 aC i dictador el 360 aC.